# Angustinema nudum
Angustinema nudum is een rondwormensoort. De wetenschappelijke naam van de soort is voor het eerst geldig gepubliceerd in 1933 door Cobb.